# Bierbeek
Bierbeek es un municipio belga perteneciente a la provincia de Brabante Flamenco, en el arrondissement de Lovaina.
A 1 de enero de 2018 tiene 10025 habitantes.
Comprende los deelgemeentes de Bierbeek, Korbeek-Lo, Lovenjoel y Opvelp.
Se sitúa en la periferia suroriental de Lovaina, junto a la autovía E40.

## Demografía

### Evolución
Todos los datos históricos relativos al actual municipio, el siguiente gráfico refleja su evolución demográfica, incluyendo municipios después de efectuada la fusión el 1 de enero de 1977.
| Gráfica de evolución demográfica de Bierbeek entre 1846 y 2020 |
|                                                                |